# Kotoku Royals FC
Der Kotoku Royals Football Club ist ein 2003 gegründeter Fußballverein aus der ghanaischen Stadt Akim Oda. Aktuell spielt der Verein in der ersten Liga des Landes, der Premier League.

## Stadion
Der Verein trägt seine Heimspiele im Akim Oda Stadium in Akim Oda aus. Das Stadion hat ein Fassungsvermögen von 3000 Personen.

## Trainerchronik
| Trainer      | Nation  | von               | bis               |
| ------------ | ------- | ----------------- | ----------------- |
| Matt Ward    | England | 12. März 2017     | 14. Juni 2017     |
| Fritz Schmid | Schweiz | 14. April 2022    | 30. Juni 2022     |
| Seth Ablade  | Ghana   | 1. August 2022    | 12. Dezember 2022 |
| John Eduafo  | Ghana   | 15. Dezember 2022 | 21. August 2023   |